# Sharon Springs (Kansas)
Sharon Springs é uma cidade localizada no estado americano de Kansas, no Condado de Wallace.

## Demografia
Segundo o censo americano de 2000, a sua população era de 835 habitantes.
Em 2006, foi estimada uma população de 726, um decréscimo de 109 (-13.1%).

## Geografia
De acordo com o United States Census Bureau tem uma área de
2,4 km², dos quais 2,4 km² cobertos por terra e 0,0 km² cobertos por água.

## Localidades na vizinhança
O diagrama seguinte representa as localidades num raio de 48 km ao redor de Sharon Springs.